# Zwillingsküsse schmecken besser
Zwillingsküsse schmecken besser ist eine deutsche Fernsehkomödie des Regisseurs Dirk Regel aus dem Jahr 2008. Die Erstausstrahlung war am 28. August 2008 um 20:15 Uhr auf dem Fernsehsender Sat. 1 zu sehen. Die Produktionsfirma ist U5 Filmproduktion GmbH.

## Handlung
Die Zwillinge Maximilian und Lukas wurden von zwei Familien adoptiert. Maximilian erbt die Recyclingfirma der reichen Falkenbachs, während sein Bruder Müllmann wird. Als der gestresste Maximilian sein Leben ändern will, tauscht er die Rolle mit Lukas. Bald verliebt er sich in die schöne Pizzeria-Besitzerin Elena, während Lukas entdeckt, dass irgendjemand die Firma zu ruinieren versucht. Der Film wurde in Frankfurt am Main gedreht.

## Kritik
Das Lexikon des internationalen Films meinte: „Verwechslungskomödie nach klassischem Muster.“